# Vidlik (мініальбом)
Vidlik — другий мініальбом українського гурту «ONUKA», презентація якого відбувалася 9 квітня 2016 року в київському закладі «Sentrum». Джерелом натхнення до написання нового альбому стала тематика Чорнобильської катастрофи, позаяк батько Наталії Жижченко був одним із ліквідаторів аварії. Авторами музики стали Наталія Жижченко та Євген Філатов, тексту — Наталія Жиченко та Єжи Коноп'є. До запису альбому було залучено симфонічний оркестр «Brevis» з Рівного. Альбом вийшов на компакт-диску 8 лютого 2016 року під однойменним лейблом «Vidlik», а 25 лютого 2017 року — на грамофонній платівці.

## Сингл
Пісню «Світанок» було представлено 4 лютого 2016 року на підтримку нового мініальбому. Музику було написано на вірш київського вуличного художника Єжи Коноп'є, виконаного фарбою на чолі одного старого будинку, який став офіційною обкладинкою синглу.

## Список композицій
| Vidlik – компакт-диск | Vidlik – компакт-диск | Vidlik – компакт-диск | Vidlik – компакт-диск           | Vidlik – компакт-диск |
| #                     | Назва                 | Автор слів            | Автор музики                    | Тривалість            |
| --------------------- | --------------------- | --------------------- | ------------------------------- | --------------------- |
| 1.                    | «Svitanok»            | Єжи Коноп'є           | Наталія Жижченко, Євген Філатов | 4:44                  |
| 2.                    | «Vidlik»              | Наталія Жижченко      | Наталія Жижченко, Євген Філатов | 4:39                  |
| 3.                    | «Other» (Intro)       | Наталія Жижченко      | Наталія Жижченко, Євген Філатов | 2:06                  |
| 4.                    | «Other»               | Н. Жижченко           | Наталія Жижченко, Євген Філатов | 5:39                  |
| 5.                    | «19 86»               | Наталія Жижченко      | Наталія Жижченко, Євген Філатов | 5:40                  |
| 22:48                 |                       |                       |                                 |                       |

| Vidlik – грамофонна платівка | Vidlik – грамофонна платівка | Vidlik – грамофонна платівка | Vidlik – грамофонна платівка    | Vidlik – грамофонна платівка |
| #                            | Назва                        | Автор слів                   | Автор музики                    | Тривалість                   |
| ---------------------------- | ---------------------------- | ---------------------------- | ------------------------------- | ---------------------------- |
| 1.                           | «SVITANOK» (A)               | Єжи Коноп'є                  | Наталія Жижченко, Євген Філатов | 4:44                         |
| 2.                           | «VIDLIK» (A)                 | Наталія Жижченко             | Наталія Жижченко, Євген Філатов | 4:39                         |
| 3.                           | «INTRO» (A)                  | Наталія Жижченко             | Наталія Жижченко, Євген Філатов | 2:06                         |
| 4.                           | «OTHER» (B)                  | Наталія Жижченко             | Наталія Жижченко, Євген Філатов | 5:39                         |
| 5.                           | «1986» (B)                   | Наталія Жижченко             | Наталія Жижченко, Євген Філатов | 5:40                         |
| 22:48                        |                              |                              |                                 |                              |

## Здобутки та нагороди
Музику з мініальбому було використано в телевізійному документально-драматичному фільмі Світлани Усенко «Розщеплені на атоми», присвяченому тридцятій річниці аварії на Чорнобильській АЕС, який показано 26 квітня 2016 року на телеканалі «1+1».

## Чарти
| Рік  | UK iTunes Album Chart | Swiss iTunes Album Chart | French iTunes Album Chart | German iTunes Album Chart |
| ---- | --------------------- | ------------------------ | ------------------------- | ------------------------- |
| 2017 | 26                    | 28                       | 19                        | 11                        |

## Історія релізу
| Регіон  | Дата           | Формат                            | Поширювач      |
| ------- | -------------- | --------------------------------- | -------------- |
| Україна | 8 лютого 2016  | Цифрова дистрибуція, компакт-диск | Vidlik Records |
| Україна | 25 лютого 2017 | Грамофонна платівка               | Vidlik Records |